# Cephalotaxus latifolia
Cephalotaxus latifolia ist eine Art aus der Familie der Kopfeibengewächse (Cephalotaxaceae). Sie ist in China heimisch.

## Beschreibung
Cephalotaxus latifolia wächst als immergrüner Strauch oder kleiner Baum, der Wuchshöhen von bis zu 5 Metern erreichen kann. Die Stammborke ist gräulich braun. Die Äste sind kräftig. Die flachen Zweige werden 5,5 bis 9 Zentimeter lang und 4 bis 5 Zentimeter dick.
Die dicken und ledrigen, mehr oder weniger geraden Nadeln sind bei einer Länge von 1,6 bis 3 Zentimetern und einer Breite von 2,8 bis 6 Millimetern linear geformt. Sie haben keinen Stiel und gehen in einem Winkel von 60 bis 85° von den Zweigen ab. Die leicht asymmetrische Basis der Nadeln ist keilförmig, während die Spitze stachelspitzig ist. Die Nadelränder sind flach. Die Nadeloberseite ist dunkel olivgrün gefärbt und man findet elf bis 15 weiße Stomatabänder auf den Nadeln.
Die Blütezeit von Cephalotaxus latifolia liegt im Mai. Die männlichen Blütenzapfen stehen an einem 1,5 bis 2,5 Millimeter langen Stiel und bestehen aus rund neun Zapfenschuppen. Die weiblichen Zapfen haben einen 2 bis 4 Millimeter langen, schuppigen Stiel und stehen in Gruppen von zwei bis sechs zusammen. Sie sind von einem Samenmantel (Arillus) umgeben. Die verkehrt-eiförmigen Samenkörner werden 1,8 bis 2 Zentimeter lang und haben eine stachelspitzige Spitze.

## Verbreitung und Standort
Das natürliche Verbreitungsgebiet von Cephalotaxus latifolia liegt in China. Es umfasst dort Chongqing, das nordwestliche Fujian, das nördliche Guangdong, das nordöstliche Guangxi, das südöstliche Guizhou, das südwestliche Hubei, Hunan, das westliche Jiangxi und das südöstliche Sichuan.
Cephalotaxus latifolia gedeiht in Höhenlagen von 900 bis 2400 Metern. Die Art kommt in Gebirgen vor, wo sie vor allem in Dickichten wächst.
Cephalotaxus latifolia wird in der Roten Liste der IUCN als „gering gefährdet“ eingestuft. Als Hauptgefährdung wird die Zerstörung der Wälder genannt. In der Vergangenheit wurden möglicherweise auch Pflanzenteile für medizinische Zwecke gesammelt.

## Systematik
Die Erstbeschreibung als Cephalotaxus sinensis var. latifolia erfolgte 1975 durch Cheng Wan-Chun und Fu Liguo (Fu Li-Kuo) in Acta Phytotaxonomica Sinica, Band 13 (4), Seite 86. Fu Liguo erhob die Varietät als Cephalotaxus latifolia im Jahr 1984 in Acta Phytotaxonomica Sinica, Band 22 (4), Seiten 280–281 in den Rang einer eigenständigen Art. Sowohl die Erstbeschreibung als auch die später veröffentlichte Artbeschreibung gelten heute als ungültig da zwei verschiedene Typen, eine weibliche und eine männliche Pflanze, beschrieben wurden. Die gültige Erstbeschreibung als Cephalotaxus latifolia wurde 1999 von Cheng Wan-Chun und Fu Liguo in Novon, Band 9(2), Seiten 185–186 veröffentlicht. Ein Synonym für Cephalotaxus latifolia W.C. Cheng & L.K. Fu ist Cephalotaxus harringtonii var. latifolia (W.C. Cheng & L.K. Fu) Silba.